# Рудольф Котормань
Рудольф Котормань (рум. Rudolf Kotormány, 23 січня 1911, Тімішоара, Австро-Угорщина — 2 серпня 1983) — румунський футболіст, що грав на позиції захисника, зокрема, за клуб «Ріпенсія», а також національну збірну Румунії. По завершенні ігрової кар'єри — тренер.
Чотириразовий чемпіон Румунії. Дворазовий володар Кубка Румунії. 

## Клубна кар'єра
У футболі дебютував 1930 року виступами за «Кінезул», в якому провів один сезон. 
Своєю грою за цю команду привернув увагу представників тренерського штабу клубу «Ріпенсія», до складу якого приєднався 1931 року. Відіграв за тімішоарську команду наступні одинадцять сезонів своєї ігрової кар'єри.
Завершив професійну ігрову кар'єру у клубі «ЧФР Тімішоара», за команду якого виступав протягом 1946—1947 років. Всього зіграв 150 матчів, забив 11 голів.

## Виступи за збірну
1932 року дебютував в офіційних матчах у складі національної збірної Румунії. Протягом кар'єри у національній команді, яка тривала 7 років, провів у її формі 9 матчів.
У складі збірної був учасником чемпіонату світу 1934 року в Італії де зіграв в матчі 1/8 фіналу проти Чехословаччини (1-2).

## Кар'єра тренера
Розпочав тренерську кар'єру, ще продовжуючи грати на полі, 1946 року, очоливши тренерський штаб клубу «ЧФР Тімішоара».
Останнім місцем тренерської роботи був клуб «Корвінул», головним тренером команди якого Рудольф Котормань був протягом 1954 року.
Помер 2 серпня 1983 року на 73-му році життя.

## Титули і досягнення
- Чемпіон Румунії (4):

«Ріпенсія»: 1932–1933, 1934–1935, 1935–1936, 1937–1938
- Володар Кубка Румунії (2):

«Ріпенсія»: 1933-1934, 1935-1936